# Gart Westerhout
Gart Westerhout (15 de junio de 1927 - 14 de octubre de 2012) fue un astrónomo neerlandés-estadounidense. Mucho antes de terminar sus estudios universitarios en Leiden, él ya se había convertido en un bien establecido internacionalmente como un astrónomo de radio en los Países Bajos, que se especializa en estudios radioeléctricos y de la Vía Láctea con base en las observaciones de las emisiones del continuum de radio y radiación de línea espectral de 21 cm que se origina en el hidrógeno interestelar. Emigró a los Estados Unidos, se convirtió en un ciudadano naturalizado, y llevó a cabo una serie de importantes cargos científicos y de gestión en las instituciones académicas y gubernamentales.